# Свети Лука (Търнава)
„Свети Лука“ е православна църква във врачанското село Търнава, част от Врачанската епархия на Българската православна църква.

## История
Църквата е построена през 1890 година. Стенописите и иконите в нея са изписани в 1890 година от дебърските майстори Велко Илиев и Мелетий Божинов. Стенописите са също са дело на Велко Илиев от 1891 година.
- Царски икони
- „Света Богородица“, подписана 1890 Г. М. 7 Д. 15 изъ руки В. Илиевъ
- „Свети Стефан“
- „Свети Лука“
- „Свети Йоан Кръстител“, датирана 1890 Г.
- „Архангел Михаил“, датирана 1890 Г.
- „Иисус Христос“, подписана 1890 Г. исъ ру. В. Илиевъ

- Стенописи
- „Възнесение“
- Ктиторски надпис М. ІУНІЙ. 1891:Г. ресувалъ В. И.
- „Свети Лука“
- „Свети Марк“
- „Свети Матей“